# Janowiec (powiat zielonogórski)
Janowiec – osada w Polsce położona w województwie lubuskim, w powiecie zielonogórskim, w gminie Babimost.
W latach 1975–1998 miejscowość administracyjnie należała do województwa zielonogórskiego.